# تصفيات كأس العالم 2018 – كونكاكاف المرحلة الخامسة
ستلعب المرحلة الخامسة (المعروفة أيضا باسم السداسية) من مباريات الكونكاكاف لتصفيات كأس العالم لكرة القدم 2018 في الفترة من 11 نوفمبر 2016 إلى 10 أكتوبر 2017.

## الشكل
سيلعب ما مجموعه ستة فرق تقدمت من الجولة الرابعة (الفائزون الثلاثة في المجموعات وثواني المجموعات الثلاثة) ضد كل منهما في ذهابا وإيابا في شكل دوري مزدوج في مجموعة واحدة. وستكون الفرق الثلاثة الأولى في المجموعة مؤهلة للمشاركة في كاس العالم لكرة القدم 2018، وسيتقدم الفريق الرابع إلى المباريات الفاصلة بين الاتحادات القارية. يشار إلى هذه المرحلة على أنها السداسية، وقد استخدمها الكونكاكاف لتحديد مشاركيه في نهائيات كاس العالم منذ المسابقة التأهيلية لكأس العالم لكرة القدم 1998. لقد كانت الولايات المتحدة والمكسيك وكوستاريكا في هذه المرحلة منذ البداية.
وقد عقدت القرعة للمرحلة الخامسة (لتحديد المباريات) في 8 يوليو 2016، 10:00 تـ.صـ.ش. (تـ.عـ.مـ.−4)، في مقر اتحاد الكونكاكاف في ميامي بيتش، الولايات المتحدة. مع اكتمال السحب قبل اتمام المرحلة الرابعة، لم تكن هويات متأهلي المرحلة الرابعة معروفة وقت السحب، باستثناء المكسيك التي كانت قد أكدت بالفعل أنها متصدرة في المجموعة.

## الفرق المتأهلة
| المجموعة (المرحلة الرابعة) | المتصدر          | الثاني                                          |
| -------------------------- | ---------------- | ----------------------------------------------- |
| أ                          | المكسيك          | [[ملف:\|23x15px\|border \|alt=\|link=]] هندوراس |
| ب                          | كوستاريكا        | بنما                                            |
| ج                          | الولايات المتحدة | ترينيداد وتوباغو                                |

فيما يلي مركز كل فريق للقرعة (لتحديد المباريات).
| مركز القرعة | الفريق                                          |
| ----------- | ----------------------------------------------- |
| 1           | الولايات المتحدة                                |
| 2           | بنما                                            |
| 3           | [[ملف:\|23x15px\|border \|alt=\|link=]] هندوراس |
| 4           | كوستاريكا                                       |
| 5           | المكسيك                                         |
| 6           | ترينيداد وتوباغو                                |

## الترتيب
| كسر تعادل تصفيات كأس العالم لكرة القدم 2018 |
| --- |
| في نظام الدوري ذهابًا وإيابًا، يستند ترتيب الفرق في كل مجموعة على المعايير التالية (مادتي اللوائح 20.6 و20.7): 1. النقاط (3 نقاط للفوز، نقطة واحدة للتعادل، لا شيء للخسارة) 2. فارق الأهداف 3. الأهداف المسجلة 4. النقاط في المباريات بين الفرق المتعادلة 5. فارق الأهداف في المباريات بين الفرق المتعادلة 6. الأهداف المسجلة في المباريات بين الفرق المتعادلة 7. الأهداف الخارجية المسجلة في المباريات بين الفرق المتعادلة (إذا كان التعادل هو فقط بين فريقين) 8. نقاط اللعب النظيف - بطاقة صفراء واحدة: ناقص نقطة - بطاقة حمراء غير مباشرة (بطاقة صفراء ثانية): ناقص 3 نقطة - بطاقة حمراء مباشرة: ناقص 4 نقاط - بطاقة صفراء ثم بطاقة حمراء مباشرة: ناقص 5 نقاط 9. وضع قرعة من قبل لجنة الفيفا المنظمة |

| م | الفريق                                          | لعب | ف | ت | خ | أ.له | أ.ع | أ.ف | نقاط | التأهل                                         |     |     |     |     | [[ملف:\|23x15px\|border \|alt=\|link=]] |     |     |
| - | ----------------------------------------------- | --- | - | - | - | ---- | --- | --- | ---- | ---------------------------------------------- | --- | --- | --- | --- | --------------------------------------- | --- | --- |
| 1 | المكسيك                                         | 10  | 6 | 3 | 1 | 16   | 7   | +9  | 21   | التأهل لكأس العالم لكرة القدم 2018             |     | —   | 2–0 | 1–0 | 3–0                                     | 1–1 | 3–1 |
| 2 | كوستاريكا                                       | 10  | 4 | 4 | 2 | 14   | 8   | +6  | 16   | التأهل لكأس العالم لكرة القدم 2018             |     | 1–1 | —   | 0–0 | 1–1                                     | 4–0 | 2–1 |
| 3 | بنما                                            | 10  | 3 | 4 | 3 | 9    | 10  | −1  | 13   | التأهل لكأس العالم لكرة القدم 2018             |     | 0–0 | 2–1 | —   | 2–2                                     | 1–1 | 3–0 |
| 4 | [[ملف:\|23x15px\|border \|alt=\|link=]] هندوراس | 10  | 3 | 4 | 3 | 13   | 19  | −6  | 13   | التقدم للمباريات الفاصلة بين الاتحادات القارية |     | 3–2 | 1–1 | 0–1 | —                                       | 1–1 | 3–1 |
| 5 | الولايات المتحدة                                | 10  | 3 | 3 | 4 | 17   | 13  | +4  | 12   |                                                |     | 1–2 | 0–2 | 4–0 | 6–0                                     | —   | 2–0 |
| 6 | ترينيداد وتوباغو                                | 10  | 2 | 0 | 8 | 7    | 19  | −12 | 6    |                                                | 0–1 | 0–2 | 1–0 | 1–2 | 2–1                                     | —   |     |

## المباريات
| هندوراس [[ملف:\|23x15px\|border \|alt=\|link=]] | 0–1                           | بنما             |
| ----------------------------------------------- | ----------------------------- | ---------------- |
|                                                 | تقرير (FIFA) تقرير (CONCACAF) | فيدل إسكوبار 22' |

| ترينيداد وتوباغو | 0–2                           | كوستاريكا                                       |
| ---------------- | ----------------------------- | ----------------------------------------------- |
|                  | تقرير (FIFA) تقرير (CONCACAF) | - كريستيان بولانيوس 65' - رونالد ماتاريتا 90+2' |

| الولايات المتحدة | 1–2                           | المكسيك                                |
| ---------------- | ----------------------------- | -------------------------------------- |
| بوبي وود 49'     | تقرير (FIFA) تقرير (CONCACAF) | - ميغيل لايون 20' - رافاييل ماركيز 88' |

| هندوراس [[ملف:\|23x15px\|border \|alt=\|link=]]             | 3–1                           | ترينيداد وتوباغو   |
| ----------------------------------------------------------- | ----------------------------- | ------------------ |
| - روميل كيوتو 16' - إميليو إيزاغويره 19' - إدي هرنانديز 81' | تقرير (FIFA) تقرير (CONCACAF) | كارليل ميتشيل ‏ 52' |

| كوستاريكا                                                         | 4–0                           | الولايات المتحدة |
| ----------------------------------------------------------------- | ----------------------------- | ---------------- |
| - جوهان فينيغاس 44' - كريستيان بولانيوس 69' - جويل كامبل 74'، 78' | تقرير (FIFA) تقرير (CONCACAF) |                  |

| بنما | 0–0                           | المكسيك |
| ---- | ----------------------------- | ------- |
|      | تقرير (FIFA) تقرير (CONCACAF) |         |

| ترينيداد وتوباغو | 1–0                           | بنما |
| ---------------- | ----------------------------- | ---- |
| كيفين مولينو 37' | تقرير (FIFA) تقرير (CONCACAF) |      |

| المكسيك                                   | 2–0                           | كوستاريكا |
| ----------------------------------------- | ----------------------------- | --------- |
| - خافيير هيرنانديز 8' - نيستور أراوخو 45' | تقرير (FIFA) تقرير (CONCACAF) |           |

| الولايات المتحدة                                                                              | 6–0                           | [[ملف:\|23x15px\|border \|alt=\|link=]] هندوراس |
| --------------------------------------------------------------------------------------------- | ----------------------------- | ----------------------------------------------- |
| - سيباستيان ليتجيت 5' - مايكل برادلي 27' - كلينت ديمبسي 32'، 49'، 54' - كريستيان بوليسيتش 46' | تقرير (FIFA) تقرير (CONCACAF) |                                                 |

| هندوراس [[ملف:\|23x15px\|border \|alt=\|link=]] | 1–1                           | كوستاريكا         |
| ----------------------------------------------- | ----------------------------- | ----------------- |
| أنطوني لوزانو 34'                               | تقرير (FIFA) تقرير (CONCACAF) | كيندال واستون 68' |

| ترينيداد وتوباغو | 0–1                           | المكسيك        |
| ---------------- | ----------------------------- | -------------- |
|                  | تقرير (FIFA) تقرير (CONCACAF) | دييغو رييس 58' |

| بنما                   | 1–1                           | الولايات المتحدة |
| ---------------------- | ----------------------------- | ---------------- |
| جبريل إنريكي غوميز 43' | تقرير (FIFA) تقرير (CONCACAF) | كلينت ديمبسي 39' |

| الولايات المتحدة           | 2–0                           | ترينيداد وتوباغو |
| -------------------------- | ----------------------------- | ---------------- |
| كريستيان بوليسيتش 52'، 62' | تقرير (FIFA) تقرير (CONCACAF) |                  |

| كوستاريكا | 0–0                           | بنما |
| --------- | ----------------------------- | ---- |
|           | تقرير (FIFA) تقرير (CONCACAF) |      |

| المكسيك                                                        | 3–0                           | [[ملف:\|23x15px\|border \|alt=\|link=]] هندوراس |
| -------------------------------------------------------------- | ----------------------------- | ----------------------------------------------- |
| - أوسوالدو ألانيس 35' - هيرفينغ لوزانو 63' - راؤول خيمينيز 66' | تقرير (FIFA) تقرير (CONCACAF) |                                                 |

| المكسيك         | 1–1                           | الولايات المتحدة |
| --------------- | ----------------------------- | ---------------- |
| كارلوس فيلا 23' | تقرير (FIFA) تقرير (CONCACAF) | مايكل برادلي 6'  |

| بنما                               | 2–2                           | [[ملف:\|23x15px\|border \|alt=\|link=]] هندوراس |
| ---------------------------------- | ----------------------------- | ----------------------------------------------- |
| - بلاس بيريز 41' - رومان توريس 90' | تقرير (FIFA) تقرير (CONCACAF) | - روميل كيوتو 5' - Elis 66'                     |

| كوستاريكا                              | 2–1                           | ترينيداد وتوباغو |
| -------------------------------------- | ----------------------------- | ---------------- |
| - فرانسيسكو كالفو 1' - برايان رويز 44' | تقرير (FIFA) تقرير (CONCACAF) | كيفين مولينو 35' |

| الولايات المتحدة | 0–2                           | كوستاريكا                |
| ---------------- | ----------------------------- | ------------------------ |
|                  | تقرير (FIFA) تقرير (CONCACAF) | - ماركو أورينيا 30'، 82' |

| ترينيداد وتوباغو       | 1–2                           | [[ملف:\|23x15px\|border \|alt=\|link=]] هندوراس |
| ---------------------- | ----------------------------- | ----------------------------------------------- |
| - J. Jones 67' (ركلة.) | تقرير (FIFA) تقرير (CONCACAF) | - ألكسندر لوبيز (لاعب كرة قدم) 7' - Elis 16'    |

| المكسيك              | 1–0                           | بنما |
| -------------------- | ----------------------------- | ---- |
| - هيرفينغ لوزانو 53' | تقرير (FIFA) تقرير (CONCACAF) |      |

| هندوراس [[ملف:\|23x15px\|border \|alt=\|link=]] | 1 - 1                         | الولايات المتحدة |
| ----------------------------------------------- | ----------------------------- | ---------------- |
|                                                 | تقرير (FIFA) تقرير (CONCACAF) |                  |

| كوستاريكا | 1 - 1                         | المكسيك |
| --------- | ----------------------------- | ------- |
|           | تقرير (FIFA) تقرير (CONCACAF) |         |

| بنما                                                          | 3 - 0                         | ترينيداد وتوباغو |
| ------------------------------------------------------------- | ----------------------------- | ---------------- |
| - جابرييل توريس 39' - Carlyle MITCHELL 57' - Abdiel ARROYO 85 | تقرير (FIFA) تقرير (CONCACAF) |                  |

| الولايات المتحدة | ضد                            | بنما |
| ---------------- | ----------------------------- | ---- |
|                  | تقرير (FIFA) تقرير (CONCACAF) |      |

| كوستاريكا | ضد                            | [[ملف:\|23x15px\|border \|alt=\|link=]] هندوراس |
| --------- | ----------------------------- | ----------------------------------------------- |
|           | تقرير (FIFA) تقرير (CONCACAF) |                                                 |

| المكسيك | ضد                            | ترينيداد وتوباغو |
| ------- | ----------------------------- | ---------------- |
|         | تقرير (FIFA) تقرير (CONCACAF) |                  |

| ترينيداد وتوباغو | ضد                            | الولايات المتحدة |
| ---------------- | ----------------------------- | ---------------- |
|                  | تقرير (FIFA) تقرير (CONCACAF) |                  |

| بنما | ضد                            | كوستاريكا |
| ---- | ----------------------------- | --------- |
|      | تقرير (FIFA) تقرير (CONCACAF) |           |

| هندوراس [[ملف:\|23x15px\|border \|alt=\|link=]] | ضد                            | المكسيك |
| ----------------------------------------------- | ----------------------------- | ------- |
|                                                 | تقرير (FIFA) تقرير (CONCACAF) |         |